# Manis culionensis
Manis culionensis, "palawanmyrkott", är ett däggdjur i familjen myrkottar som förekommer i Sydostasien.
Tidigare betraktades djuret som en filippinisk population av malajisk myrkott men numera klassificeras myrkotten som självständig art. Den nya indelningen beror främst av morfologiska studier, bland annat av Gaubert & Antunes (2005), som upptäckte skillnader i skallens och fjällens konstruktion. Annars liknar arten de andra myrkottarna. Kroppen är, med undantag av nosen, buken och benens inre sida, täckt av stora, platta fjäll. Djuret saknar tänder och har en lång klibbig tunga. För en studie från 2010 var inga storleksuppgifter tillgängliga men arten uppskattas vara lika stor som malajisk myrkott (Manis javanica). Manis culionensis kan använda svansen som gripverktyg och framfötterna är utrustade med kraftiga klor.
Denna myrkott är endemisk för ön Palawan samt mindre öar i samma region som till exempel Culion och Calamianöarna. Habitatet utgörs främst av täta skogar i öarnas centrum, förutom på Palawan där den är vanligast i öns norra del. Manis culionensis besöker även blandade landskapen med trädgrupper, gräsmarker och jordbruksmark. Den vistas främst i låglandet men den når i bergstrakter 2015 meter över havet.
Det är nästan ingenting känt om artens levnadssätt. Troligen är den liksom andra myrkottar aktiv på natten och äter myror samt termiter. Arten hittas ofta på fikonträd som troligen befolkas av många myror.
Även uppgifter om populationsstorleken är informationsfattig. Manis culionensis jagas liksom andra myrkottar för köttets och fjällens skull. IUCN befarar att beståndet minskar med 50 procent under de kommande 21 åren (tre generationer, räknad från 2014) och listar arten som starkt hotad (endangered).